# Liczby podobieństwa
Liczby podobieństwa, zwane też liczbami kryterialnymi – bezwymiarowe współczynniki stosowane w równaniach zachowania, opisujące układy fizyczne i sprowadzone do postaci bezwymiarowej, definiowane zwykle jako stosunek łatwo mierzalnych wielkości wymiarowych lub jako stosunek wyrazów opisujących dany proces w równaniach (np. liczba Reynoldsa jest stosunkiem członu adwekcyjnego do członu dyfuzyjnego w równaniu Naviera-Stokesa). Służą one zwykle do upraszczania rachunków fizycznych i inżynieryjnych, a ich wartość pozwala często na łatwe charakteryzowanie natury opisywanych przez nie zjawisk (jeżeli dwa układy mają taką samą wartość liczby bezwymiarowej, opisującej konkretny układ to znaczy, że układy te są dynamicznie podobne).
Rozwiązania równań mogą być stosowane w innych układach, na przykład podczas badań układu modelowego i następnie przenoszone do układu rzeczywistego. Pozwala to na wykonywanie badań w mniejszej skali, przy niższych temperaturach i ciśnieniach.
Wykorzystywane są podczas badań modeli, np. w tunelach aerodynamicznych.
Stosowane są także przy modelowaniu, zastępując jedne zjawiska fizyczne całkiem innymi. Układy rur, w których chcemy poznać przepływy gazów lub cieczy, mogą być zastępowane przez działające podobnie układy elektryczne. Istnieją też podobieństwa układów mechanicznych i elektrycznych. Stosowanie liczb podobieństwa umożliwia uproszczenie i obniżenie kosztów badań.

## Wprowadzenie
Wykonywanie doświadczeń w skali naturalnej jest zazwyczaj kosztowne lub czasochłonne. Dlatego najczęściej wykonuje się modele urządzeń. Wyniki z modeli mogą być przeniesione na układ rzeczywisty tylko w oparciu o teorię podobieństwa zjawisk fizycznych. Teorię tę można stosować tylko do zjawisk tego samego rodzaju opisanych tymi samymi równaniami. Koniecznym warunkiem jest podobieństwo geometryczne.
W analizie zjawisk podobnych można porównywać ze sobą tylko wielkości jednorodne w odpowiadających sobie punktach i chwilach.
W układach geometrycznie podobnych mamy następujące proporcje (znak {\displaystyle '} (prim) to oznaczenie dla wielkości zmierzonej na modelu, brak znaku to wielkość zmierzona dla układu rzeczywistego):
{\displaystyle {\frac {l'}{l}}=\alpha _{l},{\frac {A'}{A}}=\alpha _{A}=\alpha _{l}^{2},{\frac {V'}{V}}=\alpha _{V}=\alpha _{l}^{3},{\frac {t'}{t}}=\alpha _{t},{\frac {\phi '}{\phi }}=\alpha _{\phi },}
gdzie:
{\displaystyle l} – odległość,
{\displaystyle A} – pole,
{\displaystyle V} – objętość,
{\displaystyle t} – czas,
{\displaystyle \phi } – dowolna wielkość fizyczna,
{\displaystyle \alpha } – stała podobieństwa.
Możemy (przykładowo) podobnie napisać trzy grupy (od lewej) kinematyczną, dynamiczną i cieplną:
{\displaystyle {\frac {v'}{v}}=\alpha _{v},{\frac {g'}{g}}=\alpha _{g}\qquad {\frac {\rho '}{\rho }}=\alpha _{\rho },{\frac {\mu '}{\mu }}=\alpha _{\mu },{\frac {F'}{F}}=\alpha _{F}\qquad {\frac {T'}{T}}=\alpha _{T},{\frac {\lambda '}{\lambda }}=\alpha _{\lambda },{\frac {C_{w}'}{C_{w}}}=\alpha _{C_{w}}}
gdzie:
{\displaystyle v} – prędkość,
{\displaystyle g} – przyspieszenie ziemskie,
{\displaystyle \rho } – gęstość,
{\displaystyle \mu } – lepkość kinematyczna,
{\displaystyle F} – siła,
{\displaystyle T} – temperatura,
{\displaystyle \lambda } – wsp. przewodzenia ciepła,
{\displaystyle C_{w}} – ciepło właściwe.
Dla zjawisk złożonych stałe podobieństwa α nie mogą być wybierane w dowolny sposób, a są ze sobą powiązane, np.:
{\displaystyle v={\frac {l}{t}},v'={\frac {l'}{t'}}\quad \Rightarrow \quad \alpha _{v}={\frac {v'}{v}}={\frac {l'}{t'}}/{\frac {l}{t}}={\frac {l'}{l}}/{\frac {t'}{t}}={\frac {\alpha _{l}}{\alpha _{t}}}\quad \Rightarrow \quad {\frac {\alpha _{t}\alpha _{v}}{\alpha _{l}}}=1}
zatem tylko dwie wielkości (z trzech: {\displaystyle \alpha _{t},\alpha _{v},\alpha _{l}}) są niezależne (tzn. wartość jednej zawsze zdeterminowana jest przez wartości dwóch pozostałych). Z powyższego wynika również, że dla układu rzeczywistego i modelowego zachodzi:
{\displaystyle {\frac {tv}{l}}={\frac {t'v'}{l'}}={\text{idem}},}
gdzie: idem oznacza wartość identyczną w układzie rzeczywistym i modelu.
To oznacza, że w układach podobnych (jak powyżej w rzeczywistym i modelowym) istnieją pewne wielkości które zachowują tę samą wartość (np. powyżej: tv/l). Wielkości te są bezwymiarowe (przykładowo dla {\displaystyle {\frac {tv}{l}}} jednostka „skraca się”, tj. {\displaystyle [{\frac {s{\frac {m}{s}}}{m}}=1]}) i noszą nazwę liczb Podobieństwa. Zazwyczaj są one nazywane od dwóch pierwszych liter nazwisk zasłużonych naukowców pracujących w danej dziedzinie nauki.

## Przykład na wyprowadzenie liczb S, Fr, Eu, Re oraz Ga, Ar, Gr
Zakładamy, że mamy dwa podobne do siebie układy (rzeczywisty i jego model), w których ruch nieściśliwego płynu lepkiego jest zapisany za pomocą równań Naviera-Stokesa i ciągłości:
| Układ rzeczywisty                                                                      | | Układ modelowy |
| -------------------------------------------------------------------------------------- | --- | -------------- |
| {\displaystyle \rho \partial _{t}v+\rho v\cdot \nabla v=-\nabla p+\mu \Delta v+\rho g} | {\displaystyle \rho '\partial _{t'}v'+\rho 'v'\cdot \nabla 'v'=-\nabla 'p'+\mu '\Delta 'v'+\rho 'g'} |                |
| {\displaystyle \nabla \cdot v=0}                                                       | {\displaystyle \nabla '\cdot v'=0}                                                                   |                |
| definicja operatorów (dla kart. ukł. wsp.):                                            | definicja operatorów (dla kart. ukł. wsp.):                                                          |                |
| {\displaystyle \nabla =[\partial _{x},\partial _{y},\partial _{z}]^{T}}                | {\displaystyle \nabla '=[\partial _{x'},\partial _{y'},\partial _{z'}]^{T}}                          |                |
| {\displaystyle \Delta =\partial _{xx}+\partial _{yy}+\partial _{zz}}                   | {\displaystyle \Delta '=\partial _{x'x'}+\partial _{y'y'}+\partial _{z'z'}}                          |                |

gdzie:
{\displaystyle \partial _{t}={\frac {\partial }{\partial t}},} czyli jest to pochodna cząstkowa po czasie (podobny zapis dotyczy pochodnych po zmiennych przestrzennych x, y, z, np. {\displaystyle \partial _{xx}={\frac {\partial ^{2}}{\partial x^{2}}}}),
{\displaystyle v} – wektor prędkości,
{\displaystyle g} – wektor przyspieszenia,
{\displaystyle \rho } – gęstość,
{\displaystyle \mu } – współczynnik lepkości kinematycznej,
{\displaystyle p} – ciśnienie.
Stałe podobieństwa {\displaystyle \alpha } zdefiniowane zostały tak (wymnożono je od razu przez wartości z układu rzeczywistego, co przyda się przy dalszym podstawianiu):
| {\displaystyle x'=\alpha _{l}x} | {\displaystyle v_{x}'=\alpha _{v}v_{x}} | {\displaystyle \rho '=\alpha _{\rho }\rho } | {\displaystyle \mu '=\alpha _{\mu }\mu } |
| {\displaystyle y'=\alpha _{l}y} | {\displaystyle v_{y}'=\alpha _{v}v_{y}} | {\displaystyle t'=\alpha _{t}t}             | {\displaystyle g'=\alpha _{g}g}          |
| {\displaystyle z'=\alpha _{l}z} | {\displaystyle v_{z}'=\alpha _{v}v_{z}} | {\displaystyle p'=\alpha _{p}p}             |                                          |

Podstawmy zależności z powyższej tabeli. Do równań układu modelowego – przykładowo – podstawienie dla członu z pochodną po czasie daje
{\displaystyle \rho '\partial _{t'}v'=\rho '{\frac {\partial v'}{\partial t'}}=\alpha _{\rho }\rho {\frac {\partial \alpha _{v}v}{\partial \alpha _{t}t}}={\frac {\alpha _{\rho }\alpha _{v}}{\alpha _{t}}}\rho {\frac {\partial v}{\partial t}}={\frac {\alpha _{\rho }\alpha _{v}}{\alpha _{t}}}\rho \partial _{t}v.}
Robiąc to dla pozostałych członów równań Naviera-Stokesa, otrzymamy:
{\displaystyle {\frac {\alpha _{\rho }\alpha _{v}}{\alpha _{t}}}\rho \partial _{t}v+{\frac {\alpha _{\rho }\alpha _{v}^{2}}{\alpha _{l}}}\rho v\cdot \nabla v=-{\frac {\alpha _{p}}{\alpha _{l}}}\nabla p+{\frac {\alpha _{\mu }\alpha _{v}}{\alpha _{l}^{2}}}\mu \Delta v+\alpha _{\rho }\alpha _{g}\rho g}
i dla równania ciągłości:
{\displaystyle {\frac {\alpha _{v}}{\alpha _{l}}}\nabla \cdot v=0.}
Z podobieństwa obydwu zjawisk wynika, że równanie rzeczywiste i modelowe po podstawieniu zmiennych rzeczywistych, powinny być identyczne. Jest to możliwe w sytuacji, gdy jedno z nich zostało pomnożone przez skalar. Zatem współczynniki zawierające stałe podobieństwa, przy poszczególnych wyrazach równań Naviera-Stokesa, muszą dawać wartość właśnie tego skalaru, muszą być sobie równe, tj.
{\displaystyle {\frac {\alpha _{\rho }\alpha _{v}}{\alpha _{t}}}={\frac {\alpha _{\rho }\alpha _{v}^{2}}{\alpha _{l}}}={\frac {\alpha _{p}}{\alpha _{l}}}={\frac {\alpha _{\mu }\alpha _{v}}{\alpha _{l}^{2}}}=\alpha _{\rho }\alpha _{g}.}
Porównując je wybranymi parami, stosując celowe przekształcenia, otrzymamy:
| Para | Zależność                                                                         | idem                                                                   | Nazwa            |
| --- | --------------------------------------------------------------------------------- | ---------------------------------------------------------------------- | ---------------- |
| {\displaystyle {\frac {\alpha _{\rho }\alpha _{v}^{2}}{\alpha _{l}}}={\frac {\alpha _{\rho }\alpha _{v}}{\alpha _{t}}}}    | {\displaystyle {\frac {\alpha _{v}\alpha _{t}}{\alpha _{l}}}=1}                   | {\displaystyle {\frac {vt}{l}}={\frac {v't'}{l'}}=S}                   | liczba Strouhala |
| {\displaystyle {\frac {\alpha _{\rho }\alpha _{v}^{2}}{\alpha _{l}}}=\alpha _{\rho }\alpha _{g}}                           | {\displaystyle {\frac {\alpha _{v}^{2}}{\alpha _{g}\alpha _{l}}}=1}               | {\displaystyle {\frac {v^{2}}{gl}}={\frac {v'^{2}}{g'l'}}=Fr}          | liczba Froude’a  |
| {\displaystyle {\frac {\alpha _{\rho }\alpha _{v}^{2}}{\alpha _{l}}}={\frac {\alpha _{p}}{\alpha _{l}}}}                   | {\displaystyle {\frac {\alpha _{p}}{\alpha _{\rho }\alpha _{v}^{2}}}=1}           | {\displaystyle {\frac {p}{\rho v^{2}}}={\frac {p'}{\rho 'v'^{2}}}=Eu}  | liczba Eulera    |
| {\displaystyle {\frac {\alpha _{\rho }\alpha _{v}^{2}}{\alpha _{l}}}={\frac {\alpha _{\mu }\alpha _{v}}{\alpha _{l}^{2}}}} | {\displaystyle {\frac {\alpha _{\rho }\alpha _{v}\alpha _{l}}{\alpha _{\mu }}}=1} | {\displaystyle {\frac {\rho vl}{\mu }}={\frac {\rho 'v'l'}{\mu '}}=Re} | liczba Reynoldsa |

Liczbę Eulera można zapisać inaczej, zastępując {\displaystyle p} przez {\displaystyle \Delta p.}
Warunek podobieństwa nieustalonych przepływów płynu lepkiego nieściśliwego w obu układach wymaga aby liczby podobieństwa Sh, Fr, Eu i Re miały jedne i te same wartości w odpowiadających sobie punktach układu.
Czasami wygodnie jest zmienić postać liczb podobieństwa – np. przy analizie ruchu wywołanego przez różnice gęstości poszczególnych elementów lepiej użyć liczby Galileusza:
{\displaystyle Ga=Re^{2}/Fr={\frac {g\rho ^{2}l^{3}}{\mu ^{2}}}={\frac {gl^{3}}{\nu ^{2}}},}
gdzie {\displaystyle \nu =\mu /\rho } to współczynnik lepkości kinematycznej.
Liczbę Archimedesa można otrzymać przez:
{\displaystyle Ar=Ga{\frac {\rho -\rho _{0}}{\rho }},}
gdzie {\displaystyle \rho } i {\displaystyle \rho _{0}} to gęstości w dwóch punktach.
Jeżeli różnicę gęstości wyrazimy jako iloczyn współczynnika ekspansji termicznej i różnicy temperatur, tj. {\displaystyle {\frac {\rho -\rho _{0}}{\rho }}=\beta \Delta T,} otrzymamy liczbę Grashofa:
{\displaystyle Gr=Ga\beta \Delta T={\frac {\beta gl^{2}}{\nu ^{2}}}\Delta T.}

## Przykład wyprowadzenia liczb S, Fo, Pe, Nu, Pr, Ra
Weźmy równanie energii (Fouriera-Kirhoffa) oraz równanie stanowiące jego warunek brzegowy (czyli zestawienie równań przenikania i przewodzenia ciepła) dla układu rzeczywistego i modelu:
| Układ rzeczywisty                                                                                     | Układ modelowy                                                                                              |
| --- | --- |
| {\displaystyle \partial _{t}T+v\cdot \nabla T=a\Delta T}                                              | {\displaystyle \partial _{t'}T'+v'\cdot \nabla 'T'=a'\Delta 'T'}                                            |
| {\displaystyle {\frac {\alpha }{\lambda }}=-{\frac {\partial T}{\partial y}}{\frac {1}{T_{w}-T_{f}}}} | {\displaystyle {\frac {\alpha '}{\lambda '}}=-{\frac {\partial T'}{\partial y'}}{\frac {1}{T_{w}'-T_{f}'}}} |
| | |
| definicja operatorów (dla kart. ukł. wsp.):                                                           | definicja operatorów (dla kart. ukł. wsp.):                                                                 |
| {\displaystyle \nabla =[\partial _{x},\partial _{y},\partial _{z}]^{T}}                               | {\displaystyle \nabla '=[\partial _{x'},\partial _{y'},\partial _{z'}]^{T}}                                 |
| {\displaystyle \Delta =\partial _{xx}+\partial _{yy}+\partial _{zz}}                                  | {\displaystyle \Delta '=\partial _{x'x'}+\partial _{y'y'}+\partial _{z'z'}}                                 |

gdzie:
{\displaystyle T} – temperatura,
{\displaystyle T_{w}} – temperatura ścianki,
{\displaystyle T_{f}} – temperatura płynu w nieskończoności,
{\displaystyle \alpha } – wsp. przenikania ciepła,
{\displaystyle a} – wsp. dyfuzji ciepła,
{\displaystyle \lambda } – wsp. przewodności cieplnej.
Stałe podobieństwa {\displaystyle \alpha } zdefiniowane zostały tak (wymnożono je od razu przez wartości z układu rzeczywistego, co przyda się przy dalszym podstawianiu):
| {\displaystyle x'=\alpha _{l}x} | {\displaystyle v_{x}'=\alpha _{v}v_{x}} | {\displaystyle \alpha '=\alpha _{\alpha }\alpha }    | {\displaystyle T'=\alpha _{T}T} |
| {\displaystyle y'=\alpha _{l}y} | {\displaystyle v_{y}'=\alpha _{v}v_{y}} | {\displaystyle a'=\alpha _{a}a}                      | {\displaystyle t'=\alpha _{t}t} |
| {\displaystyle z'=\alpha _{l}z} | {\displaystyle v_{z}'=\alpha _{v}v_{z}} | {\displaystyle \lambda '=\alpha _{\lambda }\lambda } |                                 |

Podstawiając zależności z powyższej tabeli do równań układu modelowego, otrzymujemy:
{\displaystyle {\frac {\alpha _{T}}{\alpha _{t}}}{\frac {\partial T}{\partial t}}+{\frac {\alpha _{v}\alpha _{T}}{\alpha _{l}}}v\cdot \nabla T={\frac {\alpha _{a}\alpha _{T}}{\alpha _{l}^{2}}}a\Delta T}
oraz
{\displaystyle {\frac {\alpha _{\alpha }}{\alpha _{\lambda }}}{\frac {\alpha }{\lambda }}=-{\frac {1}{\alpha _{l}}}{\frac {\partial T}{\partial y}}{\frac {1}{T_{w}-T_{f}}}.}
Porównując je wybranymi parami, stosując celowe przekształcenia, otrzymamy:
| Para | Zależność                                                                    | idem                                                                            | Nazwa            |
| --- | ---------------------------------------------------------------------------- | ------------------------------------------------------------------------------- | ---------------- |
| {\displaystyle {\frac {\alpha _{T}}{\alpha _{t}}}={\frac {\alpha _{v}\alpha _{T}}{\alpha _{l}}}}                | {\displaystyle {\frac {\alpha _{v}\alpha _{t}}{\alpha _{l}}}=1}              | {\displaystyle {\frac {vt}{l}}={\frac {v't'}{l'}}=S}                            | liczba Strouhala |
| {\displaystyle {\frac {\alpha _{T}}{\alpha _{t}}}={\frac {\alpha _{a}\alpha _{T}}{\alpha _{l}^{2}}}}            | {\displaystyle {\frac {\alpha _{a}\alpha _{t}}{\alpha _{l}^{2}}}=1}          | {\displaystyle {\frac {at}{l^{2}}}={\frac {a't'}{l'^{2}}}=Fo}                   | liczba Fouriera  |
| {\displaystyle {\frac {\alpha _{a}\alpha _{T}}{\alpha _{l}^{2}}}={\frac {\alpha _{v}\alpha _{T}}{\alpha _{l}}}} | {\displaystyle {\frac {\alpha _{v}\alpha _{l}}{\alpha _{a}}}=1}              | {\displaystyle {\frac {vl}{a}}={\frac {v'l'}{a'}}=Pe}                           | liczba Pécleta   |
| {\displaystyle {\frac {\alpha _{\alpha }}{\alpha _{\lambda }}}={\frac {1}{\alpha _{l}}}}                        | {\displaystyle {\frac {\alpha _{\alpha }\alpha _{l}}{\alpha _{\lambda }}}=1} | {\displaystyle {\frac {\alpha l}{\lambda }}={\frac {\alpha 'l'}{\lambda '}}=Nu} | liczba Nusselta  |

Liczba Prandtla dana jest jako:
{\displaystyle Pr=Pe/Re={\frac {\mu }{a\rho }}={\frac {\nu }{a}}.}
Liczba Rayleigha jest dana jako:
{\displaystyle Ra=GrPr.}

## Najczęściej stosowane liczby podobieństwa
- liczba Abbego
- liczba Archimedesa
- liczba Arrheniusa
- liczba Biota
- liczba Bonda
- liczba Cauchy’ego
- liczba Couranta
- liczba Damköhlera
- liczba Debory
- liczba Eulera
- liczba Fouriera
- liczba Froude’a
- liczba Galileusza
- liczba Grashofa
- liczba Hatty
- liczba Karlovitza
- liczba Keulegana-Carpentera
- liczba Knudsena
- liczba Lewisa
- liczba Macha
- liczba Nusselta
- liczba Pécleta
- liczba Prandtla
- liczba Rayleigha
- liczba Reynoldsa
- liczba Rossbiego
- liczba Schmidta
- liczba Sherwooda
- liczba Stokesa
- liczba Strouhala
- liczba Webera